# Дуель (фільм)
«Дуель» (англ. The Duel) — американський телефільм 1971 року у жанрі трилер. Ця стрічка стала першою повнометражною роботою Стівена Спілберга в кіно.

## Сюжет
Подорожуючи пустелею на зустріч із клієнтом, бізнесмен Девід Манн із Каліфорнії обганяє стару вантажівку-цистерну. Психотичний водій вантажівки почувається ображеним і переслідує Девіда по порожній трасі, намагаючись виштовхнути машину з дороги. Починається боротьба головного героя за виживання.

## Нагороди та номінації
Золотий глобус — 1972
- Номінація в категорії «Найкращий телефільм»

Еммі — 1972
- Перемога в номінації «Найкращий звуковий супровід»
- Номінація в категорії «Найкраща робота оператора для розважального телешоу»

Фестиваль фантастичних фільмів в Аворіазі — 1974
- Гран-прі

Сатурн — 2005
- Номінація в категорії «Краще DVD-видання класичного телефільму»